# Graignes-Mesnil-Angot
Graignes-Mesnil-Angot és un municipi francès situat al departament de la Manche i a la regió de Normandia. L'any 2007 tenia 797 habitants.

## Demografia

### Població
El 2007 la població de fet de Graignes-Mesnil-Angot era de 797 persones. Hi havia 297 famílies de les quals 84 eren unipersonals (42 homes vivint sols i 42 dones vivint soles), 84 parelles sense fills, 117 parelles amb fills i 12 famílies monoparentals amb fills.
La població ha evolucionat segons el següent gràfic:
Habitants censats

### Habitatges
El 2007 hi havia 346 habitatges, 301 eren l'habitatge principal de la família, 30 eren segones residències i 16 estaven desocupats. 335 eren cases i 7 eren apartaments. Dels 301 habitatges principals, 219 estaven ocupats pels seus propietaris, 73 estaven llogats i ocupats pels llogaters i 8 estaven cedits a títol gratuït; 1 tenia una cambra, 17 en tenien dues, 36 en tenien tres, 103 en tenien quatre i 144 en tenien cinc o més. 205 habitatges disposaven pel capbaix d'una plaça de pàrquing. A 137 habitatges hi havia un automòbil i a 124 n'hi havia dos o més.

### Piràmide de població
La piràmide de població per edats i sexe el 2009 era:
| Homes | Edats   | Dones |
| ----- | ------- | ----- |
| 0     | 95 o +  | 0     |
| 0     | 90 a 94 | 12    |
| 4     | 85 a 89 | 12    |
| 4     | 80 a 84 | 0     |
| 20    | 75 a 79 | 16    |
| 8     | 70 a 74 | 20    |
| 40    | 65 a 69 | 20    |
| 16    | 60 a 64 | 28    |
| 12    | 55 a 59 | 4     |
| 12    | 50 a 54 | 8     |
| 8     | 45 a 49 | 12    |
| 28    | 40 a 44 | 24    |
| 32    | 35 a 39 | 8     |
| 28    | 30 a 34 | 24    |
| 20    | 25 a 29 | 24    |
| 8     | 20 a 24 | 12    |
| 28    | 15 a 19 | 8     |
| 28    | 10 a 14 | 20    |
| 24    | 5 a 9   | 12    |
| 12    | 0 a 4   | 28    |

## Economia
El 2007 la població en edat de treballar era de 463 persones, 350 eren actives i 113 eren inactives. De les 350 persones actives 308 estaven ocupades (185 homes i 123 dones) i 42 estaven aturades (15 homes i 27 dones). De les 113 persones inactives 34 estaven jubilades, 41 estaven estudiant i 38 estaven classificades com a «altres inactius».

### Ingressos
El 2009 a Graignes-Mesnil-Angot hi havia 294 unitats fiscals que integraven 768 persones, la mediana anual d'ingressos fiscals per persona era de 14.804 €.

### Activitats econòmiques
Dels 16 establiments que hi havia el 2007, 2 eren d'empreses alimentàries, 2 d'empreses de construcció, 3 d'empreses de comerç i reparació d'automòbils, 1 d'una empresa de transport, 5 d'empreses d'hostatgeria i restauració, 1 d'una empresa immobiliària i 2 d'entitats de l'administració pública.
Dels 8 establiments de servei als particulars que hi havia el 2009, 2 eren tallers de reparació d'automòbils i de material agrícola, 1 paleta, 1 lampisteria, 1 electricista, 2 restaurants i 1 agència immobiliària.
L'únic establiment comercial que hi havia el 2009 era una fleca.
L'any 2000 a Graignes-Mesnil-Angot hi havia 49 explotacions agrícoles que ocupaven un total de 1.178 hectàrees.

## Equipaments sanitaris i escolars
El 2009 hi havia una escola elemental.

## Poblacions més properes
El següent diagrama mostra les poblacions més properes.